# Stereodoping
Stereodoping este o formație post-hardcore, din Chișinău, Republica Moldova fondată în 2003, activă în prezent, a cărei componență îi cuprinde pe Artur Erhan - voce, Mihai Ciobanu - chitară, Filipp Ciubotari - baterie, Andrei Teacă - chitară bas.
Stereodoping au susținut mai multe concerte în Moldova și România.
In prezent sunt plecati in SUA, unde se pregătesc de inregistrările care vor urma in vara anului 2010. Băietii vor lucra cu producătorul si inginerul american Kris Crummett care a lucrat in trecut cu The Devil Wears Prada, Alesana, Dance Gavin Dance, Emarosa, Drop Dead Gorgeous, Closure in Moscow si alte trupe renumite mondial.

## Band Members
- Filipp Ciubotari – (baterie)
- Andrei Teacă - (chitară bas, back vocals)
- Mihai Ciobanu - (chitară solo, back vocals)
- Artur Erhan - (voce solo)

## Releases
- 2006: DEMO (EP Album)
- 2007: Crowd Salute (EP Album)
- 2007: Cineva te Lasa (Video)
- 2008: Lenape Heigts (Single/Video CD)
- 2009: Atlas On Mute (LP)